# Смольцов, Виктор Васильевич
Ви́ктор Васи́льевич Смольцо́в (1900—1976) — советский артист балета и педагог. Заслуженный артист РСФСР (1933). Лауреат Сталинской премии второй степени (1950).

## Биография
Родился 26 января (8 февраля) 1900 года в Москве.
По окончании МХУ (педагоги Н. П. Домашёв, В. Д. Тихомиров) в 1918 году выступает в ГАБТ. Обладал большим лёгким прыжком, выразительной пластикой, совершенной техникой, чувством стиля. Утверждал благородный академический стиль в классическом танце. Танцевал с ведущими балеринами. В 1921—1923 годах гастролировал с А. М. Балашовой в Европе, в 1922 году — с А. П. Павловой в Париже, в 1929 году с — Л. М. Банк в Париже, Берлине, Риге.
С 1925 года преподавал в МХУ.
В 1931—1932 годах педагог Московского художественного балета.
В 1934—1935 годах балетмейстер и педагог в Баку.
С 1936 года работал в Свердловском театре оперы и балета.
Умер 7 февраля 1976 года. Похоронен в Москве на Ваганьковском кладбище (участок № 17).
Брат — И. В. Смольцов.

## Балетные партии
- «Конёк-Горбунок» Ц. Пуни — Иванушка
- «Эсмеральда» Ц. Пуни — Гренгуар
- «Петрушка» И. Ф. Стравинского — Петрушка
- «Лебединое озеро» П. И. Чайковского — Зигфрид
- «Спящая красавица» П. И. Чайковского — Дезире
- «Дон Кихот» Л. Ф. Минкуса — Дон Кихот, Базиль
- «Баядерка» Л. Ф. Минкуса — Солор
- «Жизель» А. Адана — Альберт
- «Корсар» А. Адана — Конрад
- «Тщетная предосторожность» — Колен
- «Пламя Парижа» Б. В. Асафьева — Маркиз
- «Ромео и Джульетта» С. С. Прокофьева — Парис, Лоренцо
- «Красный мак» Р. М. Глиэра — Босс

## Награды и премии
- Сталинская премия второй степени (1950) — за исполнение партии Босса в балетном спектакле «Красный мак» Р. М. Глиэра (1949).
- Заслуженный артист РСФСР (1933).
- Орден Трудового Красного Знамени (27.05.1951)[1].
- Орден «Знак Почёта» (02.06.1937) — за выдающиеся заслуги в деле развития оперного и балетного искусства.